# Miloš Perunović
Miloš Perunović est un joueur d'échecs serbe né le 14 janvier 1984. Grand maître international depuis 2004, il a remporté le championnat de Serbie-et-Monténégro d'échecs en 2005 et le championnat de Serbie d'échecs en 2007.
Au 1er octobre 2016, Milos Perunović est le numéro trois serbe avec un classement Elo de 2 619.

## Compétitions par équipe
Miloš Perunović a représenté la Yougoslavie puis la Serbie lors de quatre olympiades : en 2004, 2008, 2012 et 2014.